# Voinjama
Voinjama är en stad i norra Liberia, nära gränsen till Guinea, och är den administrativa huvudorten för countyt Lofa County. Voinjama hade 26 594 invånare vid folkräkningen 2008, vilket gör den till landets sjätte största stad.